# Aspecto físico y personalidad de Wolfgang Amadeus Mozart

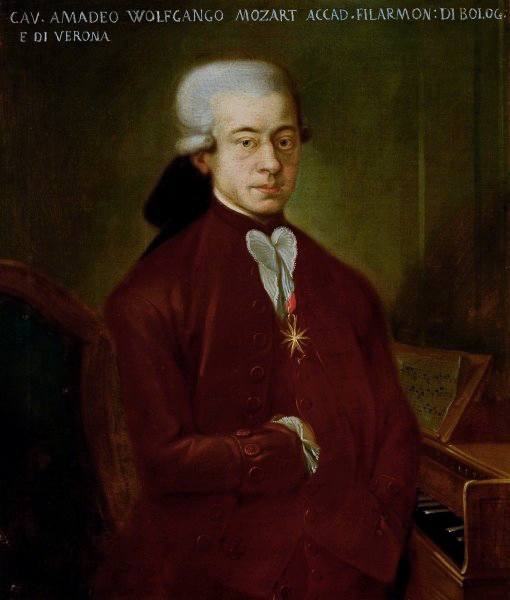
El llamado Mozart de Bolonia fue copiado en 1777 en Salzburgo (Austria) por un autor desconocido a partir de un retrato original pedido para la galería de compositores de Giovanni Battista Martini en Bolonia (Italia).

El aspecto físico y la personalidad de Wolfgang Amadeus Mozart son objeto de múltiples investigaciones en la actualidad. El hecho de que no se hayan podido exhumar los restos de Mozart, debido a que se desconoce el punto exacto en el que se localiza la tumba comunitaria en que fue enterrado, ni se conserven máscaras o moldes mortuorios, confiere cierto grado de incertidumbre a la apariencia física del compositor. Aunque existe un supuesto cráneo de Mozart, su autenticidad, más que cuestionable, no se ha podido verificar hasta la fecha. Este cráneo ha sido sometido a diversas pruebas de ADN, comparándolo con los de sus supuestas sobrina y abuela materna, pero no solo encontraron que el ADN del primero no coincidía con los de sus dos familiares, sino que los de ellas tampoco concordaban entre sí. Asimismo, se ha preservado un presunto mechón de su pelo, también de dudosa legitimidad. No obstante, existen fuentes y referencias fidedignas que atañen tanto a su aspecto e indumentaria como a su personalidad. Esta información se concreta en obras plásticas, descripciones y testimonios de la época, que permiten hacerse una idea más o menos acertada de cómo era Mozart física y psicológicamente. 
En relación con su indumentaria y efectos personales, recientes estudios basados en documentos como la Orden de Suspensión redactada tras su muerte o el registro de los recibos de compra de trajes, han contribuido mucho a esclarecer los gustos de Mozart en lo que concierne a la ropa.
En cuanto a su personalidad, el conocimiento de la misma se debe, fundamentalmente, a las descripciones de sus contemporáneos que se han conservado, así como al análisis de la amplia correspondencia personal del compositor.

## Aspecto físico

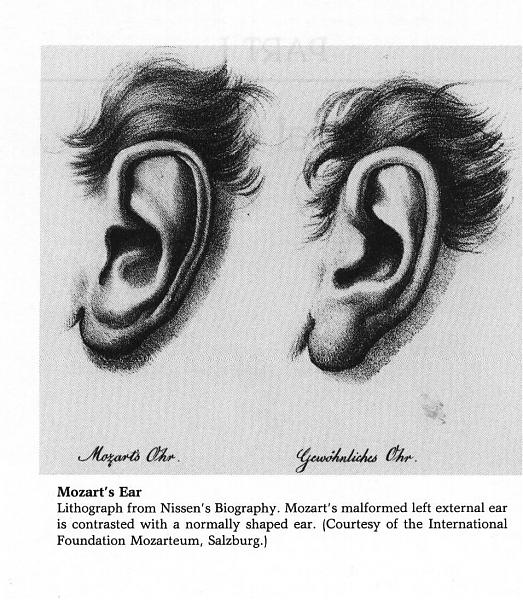
Representación de la oreja izquierda de Mozart (izquierda) y de una oreja normal (derecha), ofrecida en la biografía que realizó del compositor el segundo marido de la viuda de Mozart, Georg Nikolaus von Nissen.

Como escribió Franz Xaver Niemetschek, uno de sus primeros biógrafos, «no había nada especial en [su] físico. [...] Era pequeño y su semblante, excepto sus ojos grandes e intensos, no mostraba ningún signo de su genio».
Mozart fue descrito por el tenor Michael Kelly, actor y cantante irlandés de la Ópera de Viena, en su obra Reminiscences. Esta aporta una de las descripciones más valiosas y completas de la figura de Mozart:

Entretenía a las visitas interpretando fantasías y caprichos en el piano. Su sensibilidad, su sentimiento, la rapidez de sus dedos y, sobre todo, la agilidad y potencia de su mano izquierda, me dejaban absorto. Tras la espléndida ejecución, nos sentábamos a la mesa para cenar, y yo tenía el honor de sentarme entre él y su esposa. Después de la cena, si la ocasión era propicia y había más invitados, marchaban todos hacia el baile, y Mozart se unía a ellos con gran entusiasmo. Físicamente, era un hombre de complexión pequeña, muy delgado y de pálida tez, con abundante cabello, aunque algo fino y claro, del que estaba, por cierto, muy orgulloso. Recuerdo que una vez me invitó a su casa y estuve largo tiempo allí, donde siempre fui recibido con hospitalidad y estima; en aquella ocasión pude comprobar su gran afición al ponche, que mezclaba con otras bebidas e ingería, en verdad con poca mesura. Era muy aficionado al billar, y jugábamos juntos bastantes partidas, aunque siempre me ganaba. Fue un hombre de corazón bondadoso y su ánimo estaba constantemente dispuesto a complacer a los demás. Solo se mostraba algo distinto cuando interpretaba su música: era capaz de interrumpir su ejecución si escuchaba el menor ruido. Ofrecía conciertos todos los domingos, a los cuales yo no recuerdo haber faltado en ninguna ocasión.

De los testimonios directos del físico del compositor, diversos especialistas en la vida de Mozart concluyen que era un hombre de poca estatura (medía 1,52 m, aproximadamente), muy delgado y pálido. De su corta altura da fe el diario del conde Ludwig von Bentheim-Steinfurt, aristócrata contemporáneo de Mozart que asistió a uno de sus conciertos, celebrado el 15 de octubre en el Teatro Municipal de Viena, en el que Mozart interpretó varias piezas. En la entrada correspondiente al 15 de octubre, el conde afirma que «el señor Mozart es un hombre pequeño, de figura agradable». De su palidez, su corta estatura y su delgadez testifican, asimismo, unos comentarios redactados en 1792 por Maria Anna Mozart, la hermana de Wolfgang, para la futura biografía de Friedrich Schlichtegroll:

Los padres de Mozart eran en su época la pareja mejor parecida de Salzburgo, y en sus años de juventud la hija pasaba por poseer una belleza notable. Pero el hijo, Wolfgang, era pequeño, delgado, de complexión pálida y sin ningún aspecto extraordinario en su apariencia externa y figura.

Presentaba un rostro corriente, que estaba marcado por las cicatrices de la viruela que padeció en su infancia, y en el que resaltaba una gran nariz. Sus ojos eran grandes y claros (al parecer, de color azul intenso) y lucía una abundante y espesa cabellera, de cabello fino y color trigueño, recogido en una cola. Sus manos eran de mediano tamaño, con dedos largos y finos, y su boca era pequeña. A la oreja izquierda de Mozart le faltaba la circunvolución usual o concha (esta rara malformación congénita se conoce ahora en la literatura médica con el nombre de «oreja de Mozart»; véase la imagen del margen).
Era bastante torpe en la manipulación de objetos, tanto más cuanto menor fuese el tamaño de estos, y no podía parar de juguetear o tamborilear las manos cuando hablaba con alguien o cuando comía: su cuerpo siempre estaba en movimiento.
Por su lado, Constanze escribió más tarde que «era un tenor, bastante suave en la oratoria y delicado en el canto, pero cuando algo lo excitaba, o era necesario esforzarse, era tan poderoso como enérgico».

### Enfermedades
Dada su complexión delgada y débil, Mozart fue ya desde los seis años de edad una persona que padeció numerosas enfermedades a lo largo de su vida, las cuales fueron deteriorando paulatinamente su salud hasta desembocar en su prematura muerte, cuando contaba treinta y cinco años. Así, contrajo una infección estreptocócica en las vías superiores en 1762, más adelante padeció un eritema nudoso que el doctor Peter J. Davies, del Hospital St. Vincent de Melbourne (Australia), considera de probable origen estreptocócico. Ese mismo año, contrajo una nueva infección estreptocócica y sufrió un leve ataque de fiebre reumática. En 1764, sufrió una amigdalitis, y en 1765 la contrajo de nuevo, en este caso complicada con sinusitis. A finales de ese año, sufrió una fiebre tifoidea endémica que lo llevó a un estado de coma, al año siguiente padeció un nuevo ataque de fiebre reumática. En 1767, contrajo la viruela, tres años después sufriría una congelación durante sus viajes por Italia, y en 1771 padeció una traqueobronquitis con ictericia. Tres años más tarde, sufrió un absceso dental agudo, y cuatro años después, padeció una bronquitis.
A los veinticinco años de edad, en 1781, contrajo una infección viral, pero fue en 1784 cuando padeció una grave enfermedad en Viena, cuyos síntomas son cólicos terribles que acababan en vómitos violentos, y fiebre reumática inflamatoria, que pudieron originar una enfermedad renal crónica. Se considera que en esta infección se encuentran los orígenes de su muerte siete años más tarde. En 1787, Mozart «volvió a contraer una infección estreptocócica que originó una segunda aparición del síndrome de Schönlein-Henoch; además, sus riñones, ya en mal estado, quedaron aún más dañados».

### Retratos e imágenes del compositor

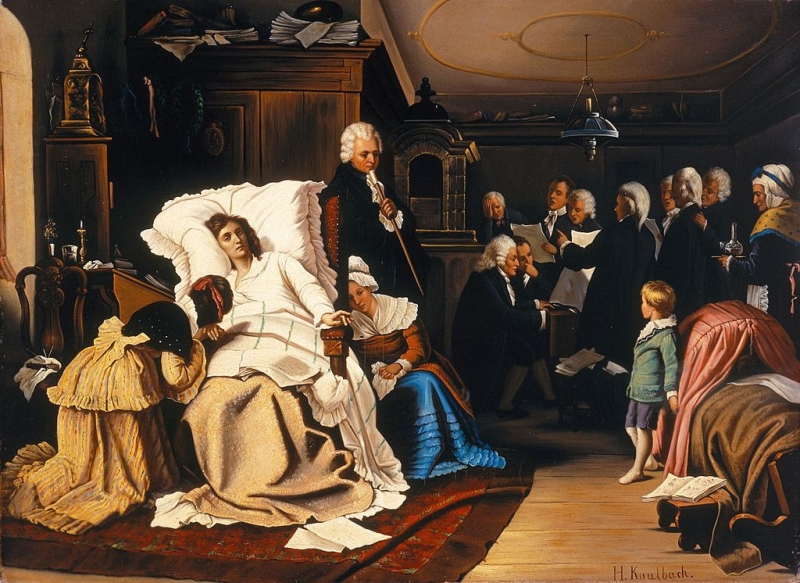
Mozarts letzte Tage (Últimos días de Mozart) de Hermann von Kaulbach (1873). A pesar de su calidad artística, este retrato fue pintado ochenta y dos años después de que Mozart muriese, por lo que el aspecto físico del compositor no es representado con mucha rigurosidad.

En la actualidad, existen más de sesenta retratos y representaciones pictóricas de toda índole de Mozart, a pesar de que buena parte de ellas presentan escasa fidelidad al modelo. 
Arthur Hutchings manifestó su punto de vista acerca de la contradicción que ofrece la oposición que se da entre la ingente cantidad de obras plásticas que representan al genio y el escaso valor iconográfico de las mismas mediante la sentencia: «Demasiadas imágenes». Por su parte, Alfred Einstein, también especialista en Mozart, expresó su opinión acerca de estos retratos en las siguientes declaraciones:

Nada poseemos que nos dé una idea del aspecto físico de Mozart, salvo escasos y mediocres lienzos que no guardan siquiera afinidad entre sí.

A excepción del artista francés Jean-Baptiste Greuze, ningún otro pintor relevante acometió la empresa de reproducir fielmente el físico de Mozart. Por otra parte, una de las características del siglo XVIII en lo que a pintura se refiere fue precisamente, aunque solo en algunas escuelas, la falta de fidelidad hacia los rasgos del modelo reproducido.
Todo esto hizo que el musicólogo Arthur Schuring afirmase en 1923 lo siguiente:

Mozart ha sido el compositor célebre de quien más retratos ficticios se han realizado, material pictórico que ha contribuido no poco a confundir a las posteriores generaciones en lo referente a su semblante.

Estas declaraciones llevaron a los musicólogos e historiadores del arte a emprender un riguroso análisis de todas las pinturas, bocetos, dibujos, camafeos y grabados del compositor que existían. La conclusión de esta labor fue de que tan solo ocho obras plásticas, todas ellas de interés desigual, fueron elaboradas por autores que conocieron directamente a Mozart, o bien mediante bocetos tomados de dibujos realizados del natural. A partir de esta selección, las «pinturas biográficas» de Mozart se han publicado con más cuidado, siguiendo, por lo general, los criterios surgidos a raíz de ese análisis.

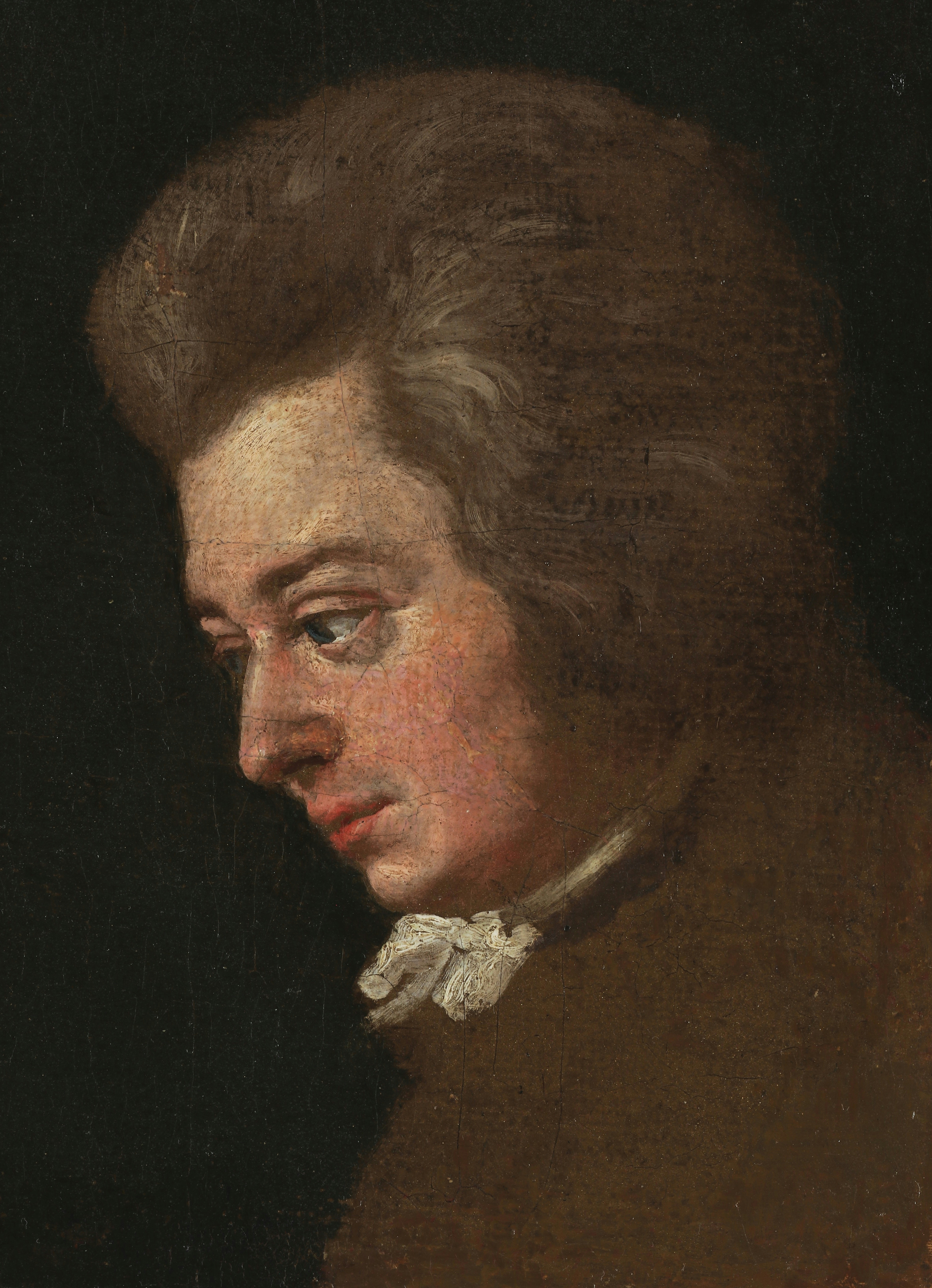
Detalle del retrato inacabado de Mozart al piano, obra de su cuñado Joseph Lange, pintado en 1781-82. Este es considerado por Constanze como el mejor de todos los retratos de su marido.

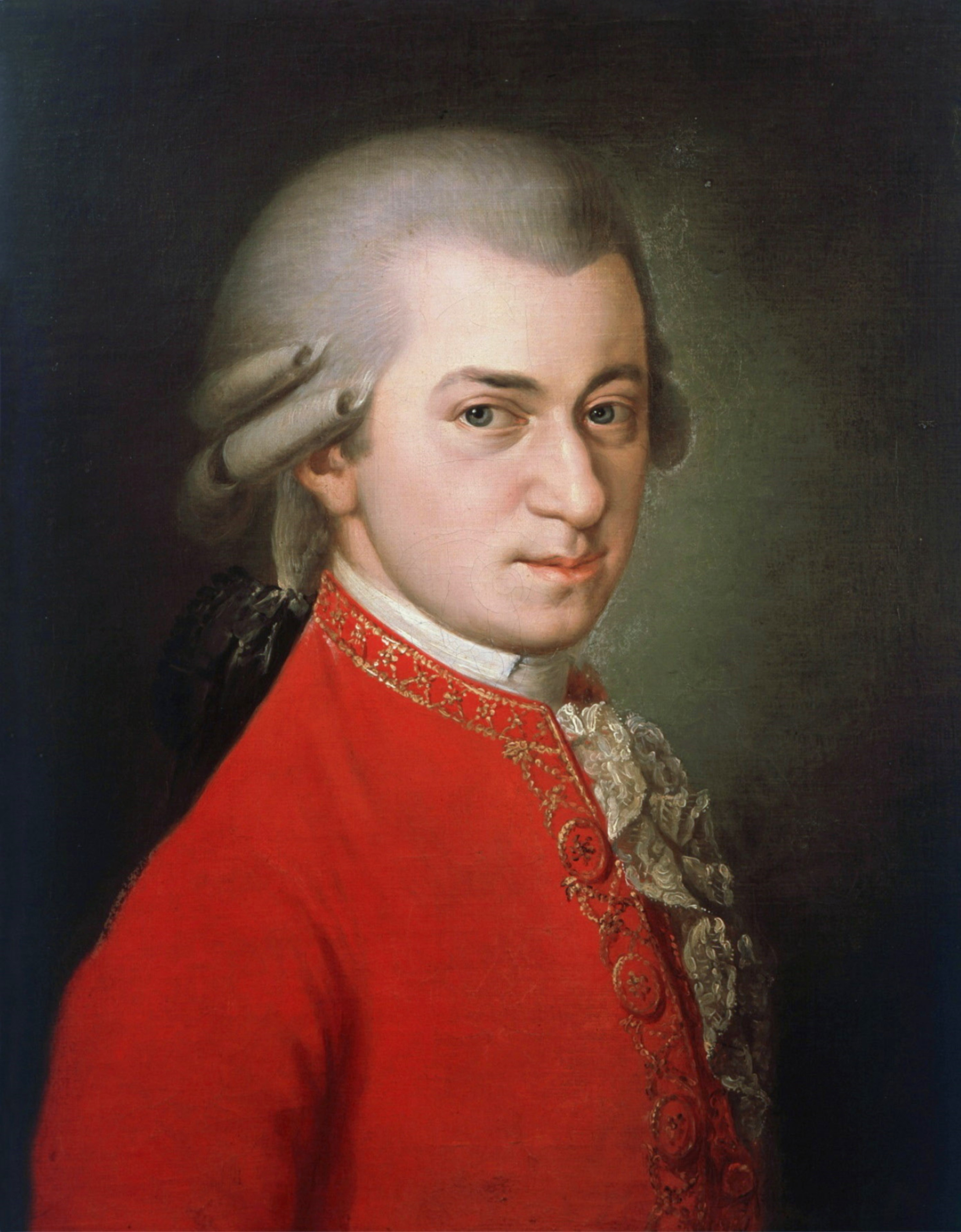
Retrato concluido por Barbara Krafft en 1819. El retrato, a pesar de haber sido pintado casi treinta años después de la muerte del compositor, se considera una de sus representaciones más fieles, ya que la autora empleó como modelo tres obras fieles al original que la hermana de Wolfgang puso a su disposición. La obra fue solicitada a la artista por Joseph Sonnleithner, con intención de incluirlo en su galería de compositores.

De esta forma, parece oportuno señalar una relación de autores, contemporáneos al compositor, que firmaron retratos poco rigurosos de Mozart: Pompeo Girolamo Battoni, François Joseph Bosio, Breitkopf, Joseph Duplessis, Nicolò Grassi, Jean-Baptiste Greuze, Klass, Langernhöffel, Rigaud, Saint-Aubin, Van Smissen, Thelott, Tischbein, Johann Zoffany. No obstante, el estudio de estos retratos puede resultar interesante, ya que, aun no siendo fieles a los rasgos físicos del compositor, aportan importantes datos iconográficos, ya sobre instrumentos musicales, ya sobre otras personalidades que en ellos figuran.
A toda la anterior lista de autores, entre los que se encuentran algunos grandes nombres de la pintura, cabe añadir a todos los artistas del siglo XIX que representaron a Mozart, como Hermann von Kaulbach (cuyo retrato del compositor se reproduce en el margen izquierdo) o Shields, que ofrecen una visión puramente romántica y poco rigurosa del aspecto físico del genio de Salzburgo. De esta afirmación cabría excluir el retrato realizado por Barbara Krafft en 1819 ya que, a pesar de haber sido pintado casi treinta años después de la muerte del compositor, se considera una de sus representaciones más fieles. Esto se debe a que Krafft se basó en retratos hechos en vida de Mozart y considerados por la hermana del compositor como de gran parecido con el genio. Así, Krafft tomó como modelos el retrato de familia de Della Croce (1780-1781) y el óleo inacabado de Joseph Lange (1789-1790, reproducido en el margen derecho), que le fueron facilitados por la propia hermana de Mozart, en Salzburgo.
Al margen de todo estudio iconográfico, los conocimientos actuales acerca de la similitud de los retratos con respecto a la figura de Mozart se basan más bien en opiniones que supongan una fuente fiable, como, por ejemplo, el testimonio y las descripciones de alguno de sus amigos, de su esposa o de su hijo mayor, Karl Thomas Mozart.
Finalmente, cabe mencionar que el retrato de Mozart realizado por su cuñado, Joseph Lange (hacia el año 1789) es considerado actualmente como la representación más fiel del compositor (representado en el margen derecho). Lange era el marido de la hermana mayor de Constanze, Aloysia Weber, y trabajaba como actor en el Burgtheater de Viena. A pesar de ser tan solo un aficionado a la pintura, su obra fue considerada por Constanze como el mejor de todos los retratos de su marido,  afirmando:

Sin duda, el pintado por el marido de madame Lange, que, aun tratándose de una obra inacabada, presenta un parecido admirable.

Maria Anna Mozart, hermana del compositor, también admitió que el parecido del retrato con el modelo era asombroso.

## Indumentaria
A Mozart, al igual que a Constanze, le gustaba la ropa elegante, y siempre vestía a la última moda y con vestidos caros, independientemente de cuál fuera su situación económica. Esto era así, en parte, por ser un hombre que concedía mucha importancia a la apariencia externa.
Mozart tenía una intensa actividad social, que incluía obligaciones como las de aparecer en las funciones de la corte, visitar los elegantes salones de personas como Johann Tost y el canciller de la corte Greiner, y frecuentar los círculos y recepciones cortesanas de Praga en su calidad de Hofcompositeur. Su esposa asistía a muchos de estos acontecimientos; esto significa que los Mozart tenían que ir bien vestidos, y el cabello de Mozart requería una atención constante. En cuanto a este último punto, se conserva el testimonio directo de su peluquero, herr Haderlein:

Mientras le estaba arreglando el pelo a Mozart una mañana, justo en el momento en que estaba terminando de hacerle la coleta, de repente Mozart se levantó de un salto y, a pesar de que yo seguía con su coleta entre las manos, se dirigió a la habitación contigua, arrastrándome tras de sí, y empezó a tocar el piano. Admirado ante su forma de tocar y ante la hermosa tonalidad del instrumento -era la primera vez que escuchaba un piano como aquél-, solté la coleta y no terminé de peinarle hasta que se levantó. Un día, cuando yo estaba doblando la esquina desde la Kärtnerstrasse hacia la Himmelpfortgasse para acudir al servicio de Mozart, llegó él a caballo, se detuvo y, mientras avanzaba unos pasos, sacó una tabla pequeña [del bolsillo] y se puso a escribir música. Volví a hablarle, preguntándole si podía recibirme, y me dijo que sí.

El musicólogo Bernhard Paumgartner (1991) cree que Mozart no solo concedió importancia a su aspecto por razones sociales, sino también porque sufría una falta de cualidades físicas. Se dice que el actor Backhaus lo tomó por un oficial de sastre, y al poeta Johann Ludwig Tieck, que lo vio en Berlín en el mes de mayo de 1789, merodeando inquieto por los atriles de una sala vacía y oscura en la que iba a representarse El rapto del serrallo (KV 384), le pareció un hombre de figura trivial. También el sociólogo judeo-alemán Norbert Elias (2002) incide en la insignificancia de su aspecto, aunque señala que su semblante resulta amable y humanamente grato.
No existe ningún dato sobre cómo vestía Constanze Mozart, pero sí se conoce cómo era la indumentaria de su marido en 1791, gracias a la Orden de Suspensión redactada en diciembre de ese mismo año, tras la muerte del genio. Este documento posee un inventario de su ropa y efectos personales:
1. 1 casaca blanca de paño.
2. 1 ídem azul.
3. 1 ídem roja.
4. 1 ídem de color nanquín.[nota 8]
5. 1 ídem de color satén marrón [braun = ¿brune de marine?] con calzones, bordada en seda.[nota 9]
6. 1 traje entero de paño negro.
7. 1 gabán pardo.
8. 1 ídem de paño más ligero.
9. 1 casaca de paño azul con piel.
10. 1 ídem Kiria con adornos de piel.
11. 4 chalecos variados, 9 calzones variados, dos sombreros corrientes, 3 pares de botas, 3 pares de zapatos.
12. 9 pares de medias de seda.
13. 9 camisas.
14. 4 pañuelos de cuello de color blanco, 1 gorro de dormir, 18 pañuelos de bolsillo.
15. 8 calzoncillos, 2 camisas de dormir, 5 pares de medias.

Un vestuario semejante era el que podría tener un comerciante acomodado: se trata de ropa cara y lujosa. Kelly lo recordó en un ensayo de la siguiente forma: 

Estaba sobre el escenario con su pelliza carmesí y su bicornio con encajes de oro, dando el tempo de la música a la orquesta.

El vestuario de Mozart parece haber sido comprado según la última moda; según H. C. Robbins Landon, musicólogo y especialista en la vida y obra de Mozart, probablemente tuvo que adquirir ropa elegante para los festejos de la coronación de Fráncfort, para asistir a los conciertos públicos y recepciones privadas. El siguiente extracto de un periódico coetáneo da una idea de la moda del momento:

Los calzones cortos hace ya tiempo que se llevan... de estambre (para diario) y en verano de color paja; también en gris ceniza y el nanquín couleur sur couleur a rayas (la última moda); también en tela blanquecina, verdosa o color azufre... Otra prenda muy usada es el chaleco... Ahora empiezan a llevarse de Mánchester [algodón] liso, a rayas o a cuadros... También empiezan a llevarse las botas... si se usan zapatos es con... medias de seda gris perla. [El abrigo] llega casi hasta los zapatos y se usa en todos los colores.

Se incluye una ilustración de «un alemán elegante vestido a la última moda» y se describe su traje:

El caballero elegante es una combinación de inglés y francés: 1) El peinado en Grecque carré à dos d'âne; 2) un pañuelo inglés de muselina negra; 3) una casaca anglofrancesa; 4) un chaleco en fond filoche; 5) calzones ajustados en bleu mignon o estambre de color azul fuerte; 6) dos cadenas de reloj grandes; 7) medias de seda a cuadros azules y blancos; 8) se siguen llevando los zapatos negros; 9) en la mano un sombrero à l'Andromane, con forro de color de rosa, porque el sombrero es más para la mano que para la cabeza.

Tras la muerte del compositor, sus bienes se tasaron en 595 florines y 9 kreutzer, de los que 55 florines correspondían a vestuario y ropa interior. Entre las deudas pendientes (que sumaban 918 florines y 16 kreutzer) había tres facturas considerables entre las que se encontraba la de un sastre, a quien debía 282 florines y 7 kreutzer.

## Personalidad y creencias
Como alegan numerosos testimonios de la época, el rasgo más característico de la personalidad de Mozart era su optimismo. Cuando el matrimonio de músicos y editores ingleses Vincent y Mary Novello se entrevistaron con Constanze en 1829 y le preguntaron por el carácter de su marido, ella respondió sin vacilar: «Siempre estaba alegre».
La mayoría de los investigadores apuntan a que Mozart presentaba un carácter infantil y aniñado e, incluso, un poco irresponsable, que le llevaba, a veces, a tomar decisiones impulsivas. Esta idea se ve apoyada en un texto redactado en 1792 por Maria Anna Mozart, hermana de Wolfgang, para la futura biografía de Friedrich Schlichtegroll:

Exceptuando su música siguió siendo un niño, y esta es la característica principal del lado oscuro de su personalidad: siempre precisó un padre, una madre o alguien que velase por él; era incapaz de administrar el dinero; se casó, contra la voluntad de su padre, con una joven que no era en absoluto adecuada para él, y de ahí el gran desorden que hubo en su hogar durante y después de su muerte.

Mozart también fue descrito por sus contemporáneos como un hombre hospitalario, generoso, celoso de su propio genio y adicto al trabajo. Por otra parte, tenía una gran autoestima y, en ocasiones, podría resultar un tanto orgulloso. A pesar de no estar dotado de una gran fuerza psicológica, llegó hasta sus últimos días con una entereza sorprendente en todos los aspectos. Era extrovertido, sociable e inconformista, puesto que se negaba a aceptar el «estatus» de sirvientes que tenían los músicos en la época, lo que le ocasionó no pocos problemas en el transcurso de su existencia.
Sobre este inconformismo social del que Mozart hizo gala a lo largo de su vida cabe citar la ruptura con el que había sido su mecenas y protector desde la infancia, Hieronymus von Colloredo, Príncipe-arzobispo de Salzburgo, quien gozaba de una excelente relación con el padre del compositor. Mozart nunca dejó de ser músico en la corte arzobispal de Salzburgo de forma oficial. Debido a su espíritu alegre y cosmopolita, el compositor se fue distanciando progresivamente del arzobispo, quien lo consideraba «un joven insolente». Colloredo lo hizo llamar a Viena en 1781 para lanzarle un ultimátum por su irresponsable actitud; Mozart llegó a la ciudad para reunirse con él el día 16 de marzo. En este encuentro, tuvo lugar un duro enfrentamiento entre ambos, que desembocó en la presentación de una carta de renuncia por parte de Mozart, y concluyó con la célebre «patada de despedida» que el conde Arco, miembro de la corte arzobispal, le propinó a Mozart en el trasero. El arzobispo, consciente de la valía de Mozart como compositor, se negó a firmar la carta de renuncia que este le había presentado, lo que convirtió a Mozart durante el resto de sus días en un vasallo huido, condición peligrosa en la Europa del siglo XVIII.
En la correspondencia con su padre, Mozart relata cómo se desarrolla el encuentro con el conde Arco:

¡Vaya modo de ablandar a la gente! No se atrevió por cobardía a decirle nada al arzobispo y me mantuvo pendiente de un hilo durante un mes para, finalmente, darme una patada en el trasero. ¡Menudo proceder!

Leopold se sentía profundamente preocupado por el temor a perder su salario, ya que Wolfgang le escribió encolerizado enumerándole las numerosas represalias que pensaba llevar a cabo contra el conde. Se trata de una carta muy interesante, en tanto que muestra la faceta más reivindicativa de Mozart, muy vinculada con el espíritu de la Ilustración:

... Escribiré muy pronto a ese malhadado hombre para decirle qué pienso de él, y en cuanto se ponga ante mis ojos le daré una patada que la recordará en sus carnes para siempre... A pesar de no ser conde, tengo más gallardía y honor en mi corazón que muchos de los que gozan de tal título. Quien me insulte, ya sea lacayo, ya conde, merecerá mi desprecio.

En realidad, los temores de Leopold eran infundados, ya que Mozart era un hombre de carácter pacífico, tranquilo y amable; era poco dado a la violencia, y solo en sus escritos afloran rasgos de venganza física.
Por lo general, Mozart trabajaba durante mucho tiempo y con energía, terminando composiciones a un gran ritmo debido a los ajustados plazos. A menudo hacía bosquejos y esbozos aunque, a diferencia de Ludwig van Beethoven, no se han conservado, ya que Constanze los destruyó después de su muerte. Con respecto a sus propias composiciones, Mozart solía juzgarlas con imparcialidad, y a menudo con una severidad y rigor que no habría soportado fácilmente de otro.
En cuanto a la gestión del dinero, Mozart era bastante despreocupado, pero no tanto como afirma la creencia popular. No obstante, esta actitud le llevó a gastarlo en ocasiones de forma excesiva, y a depender durante varios años de los préstamos que le hacían algunos amigos, especialmente Johann Michael Puchberg. Por otra parte, y desde que se instaló en Viena, Mozart vivió largos periodos de tiempo en los que no poseía un salario fijo. En cierta ocasión, en un viaje que el compositor hizo a Berlín, el rey Federico Guillermo II de Prusia le propuso tres mil escudos de honorarios si deseaba instalarse en su corte y encargarse de la dirección de su orquesta. Mozart rechazó la propuesta, replicando: «Me gusta vivir en Viena; el emperador me quiere, y el dinero me importa poco». Los editores de música y empresarios de teatro abusaron del conocido desinterés de Mozart por el dinero, hasta tal punto que la mayor parte de sus composiciones para piano no le produjeron nada. Asimismo, las representaciones de las óperas de Mozart en Alemania le reportaron fama, pero no dinero, debido a la inexistencia de «derechos de representación»; y los editores alemanes podían reimprimir a su antojo la música de Mozart sin consultarle, ya que tampoco existía una ley de propiedad intelectual.
Fue criado según la moral católica, pero sin coacción ni trabas espirituales que pudieran desviar la libre iniciativa del genio. Fue un miembro leal de la Iglesia católica en todas las etapas de su vida, a pesar de pertenecer a la francmasonería durante los últimos siete años de su vida. Esto era posible debido a que en la época de Mozart, la francmasonería se consideraba una prolongación ilustrada de las creencias cristianas, de modo que ser católico y masón no era excluyente, sino perfectamente compatible.

## Formación y cualidades intelectuales
Mozart era una persona culta e ilustrada, que dominaba cuatro lenguas (alemán, italiano, francés e inglés, y tenía conocimientos avanzados de latín), experimentaba un profundo interés por la lectura, especialmente por la literatura de William Shakespeare, y se sentía atraído por las Bellas Artes (parece ser que en algún momento cogió los lápices y pinceles). El propio Leopold Mozart se sentía muy orgulloso de la educación que había proporcionado a su hijo, jactándose de que Wolfgang había recibido una cultura más sólida que los muchachos que acudían a la célebre Escuela Imperial de Viena, donde se formaron los hermanos Haydn y Schubert, escuela cuya formación incluía una esmerada enseñanza del latín y de la música, tanto en el campo instrumental como en el vocal. Arthur Hutchings, musicólogo y especialista en la vida y la obra de Mozart, afirma que el genio recibió una educación bastante completa, siendo idónea al menos en el ámbito musical: el pequeño Mozart halló diversión en la música.
Poseía una gran habilidad para el manejo de las lenguas y para las matemáticas (especialmente, el álgebra), su materia favorita en la infancia. Por otra parte, tenía oído absoluto, cualidad innata muy valiosa en música, así como una prodigiosa memoria fotográfica y auditiva, que le permitía retener las ideas en su cabeza durante años. De estas dos cualidades da testimonio la célebre anécdota del Miserere de Gregorio Allegri: esta musicalización del salmo cincuenta, uno de los mejores ejemplos del estilo polifónico renacentista italiano, se interpretaba dos veces cada Semana Santa, una el Miércoles Santo y otra el Viernes Santo, en la Capilla Sixtina. Considerada patrimonio del Vaticano, se prohibía tajantemente la ejecución de la obra fuera de la Capilla, bajo pena de excomunión para quien la copiara. Sin embargo, en su viaje a Italia en la Semana Santa de 1770, Mozart asistió con su padre a la interpretación del Miserere del miércoles en la Capilla Sixtina, y se propuso retenerlo de memoria. Así, cuando esa noche regresó a la fonda donde se hospedaba, lo puso por escrito. Dos días después, el viernes, volvió a presenciar la interpretación de la obra y, disimulando el manuscrito en el sombrero, pudo hacer algunas correcciones. Al llegar la proeza a oídos del papa Clemente XIV, este no solo no excomulgó a Mozart, que entonces tenía catorce años de edad, sino que decidió galardonarlo nombrándolo caballero de la Orden de la Espuela de Oro en su primer grado.

## Entorno
Mozart vivió en el centro del mundo musical vienés y conocía a un gran número y variedad de gente: compañeros músicos, intérpretes teatrales, amigos que como él se habían mudado desde Salzburgo y muchos aristócratas, incluyendo algún conocido del emperador José II de Austria. Contó con numerosos amigos entre los intelectuales, y asistía asiduamente a las veladas celebradas en los salones de las familias señaladas en las que se daban cita artistas y pensadores; sin embargo, su presencia en tales reuniones fue haciéndose cada vez más esporádica a medida que su vinculación con la masonería se estrechaba.
Solomon considera que los tres amigos más cercanos al compositor pudieron haber sido Gottfried Janequin, el conde August Hatzfeld y Sigmund Barisani. Muchos otros incluyeron entre sus amistades a su viejo colega Joseph Haydn, los cantantes Franz Xaver Gerl y Benedikt Schack y el trompa Joseph Leutgeb. Leutgeb y Mozart mantuvieron un curioso tipo de burlas amistosas, a menudo con Leutgeb siendo el objeto de las bromas pesadas de Mozart.

## Aficiones
Disfrutaba jugando al billar, posiblemente porque era una forma de hacer ejercicio. También le encantaba el baile, especialmente las fiestas de disfraces, a las que siempre acudía disfrazado de arlequín. Tenía varios animales domésticos: un canario, un estornino, un perro y también un caballo para equitación lúdica. No hay ni el más mínimo indicio de que Mozart se dedicara al juego (excepto el billar o las partidas caseras de cartas, con apuestas pequeñas), y desde luego no iba a los famosos garitos vieneses, ya que, entre otras cosas, su poder adquisitivo no lo permitía. Le agradaba tomar café en taza, así como fumar en pipa, pero con moderación.
Especialmente en su juventud, Mozart sentía una especial predilección por el humor escatológico, no tan insólito en su tiempo, que se aprecia en muchas de sus cartas que han sobrevivido, especialmente aquellas escritas a su prima Maria Anna Thekla Mozart (alrededor de 1777 y 1778), pero también en la correspondencia con su hermana Nannerl y sus padres. Mozart incluso escribió música escatológica, como el canon Leck mich im Arsch KV 231 (literalmente «Lámeme el culo», a veces idiomáticamente traducido como «Bésame el culo» o «Atáscate»).

## Rutina diaria
Como puede desprenderse de un texto escrito por el propio Mozart, su programa diario en 1782 era el siguiente:

A las seis, siempre estoy peinado. A las siete, completamente vestido. Luego escribo hasta las nueve. Desde las nueve hasta la una, doy clase. Después como, cuando no estoy invitado, y en ese caso el almuerzo es a las dos o a las tres. No puedo trabajar antes de las cinco o las seis, y a menudo me lo impide una academia; si no, escribo hasta las nueve de la noche [...]. Debido a las academias y a la eventualidad de ser solicitado aquí o allí, nunca tengo la seguridad de poder componer por la tarde, de modo que he tomado la costumbre (sobre todo cuando vuelvo temprano) de escribir algo antes de acostarme. Con frecuencia lo hago hasta la una, para levantarme de nuevo a las seis.

Meses después de redactar este escrito, Mozart contrajo matrimonio con Constanze Weber; por tanto, su rutina sufrió ciertas modificaciones desde ese momento. No obstante, y según recogen diversas entradas de su diario posteriores al enlace matrimonial, la vida diaria de Mozart como casado presentaba una organización bastante similar, incluyendo algunas actividades nuevas, como los paseos a caballo por la mañana temprano, y las partidas de billar con su esposa por la tarde.

### Método de composición
Por lo general, Mozart trabajaba con energía, terminando composiciones a un gran ritmo debido a los ajustados plazos de entrega y a la acumulación de encargos. Empleaba en componer entre cinco y siete horas diarias, en función de si tenía o no algún concierto, las cuales solían repartirse entre la primera parte de la tarde y la noche.
En la actualidad, es de sobra conocida la rapidez con la que componía Mozart. En una carta a su madre, la hermana del compositor, Nannerl Mozart, bromea que su hermano está escribiendo una sonata mientras va componiendo otra mentalmente.
De esta forma, Mozart tardó un mes en escribir el Concierto para piano n.º 21, de ochenta y tres páginas de extensión —muchos compositores habrían tardado un mes solo en copiar un concierto de tales dimensiones.
Mozart fue capaz de escribir su Sinfonía «Linz», KV 425, en tan solo cinco días, durante su periodo vacacional en la antedicha ciudad. Este hecho queda refelejado en la correspondencia de Wolfgang con su padre:

El martes 4 de noviembre daré una academia en el teatro de aquí, y como aquí no tengo a mano ni una sola sinfonía, estoy escribiendo una nueva a matacaballo, que tiene que estar acabada para entonces...
Carta de Wolfgang Amadeus Mozart a su padre, fechada en Linz el 31 de octubre de 1783.

Otro ejemplo de su velocidad compositiva se halla en la obertura de la ópera Don Giovanni, en la que Mozart trabajó tan solo la noche que precedió a la primera representación y cuando ya había tenido lugar el ensayo general.
Mozart no tenía por costumbre hacer copias de sus composiciones, de modo que las escribía directamente en la versión definitiva, sin recurrir a un borrador previo. Sin embargo, sus partituras autógrafas presentan sorprendentemente pocas correcciones y revisiones, ya que Mozart ponía por escrito una obra tan solo cuando esta había sido ya terminada en su mente.
Mozart solía seguir un proceso de composición muy peculiar, que se caracterizaba porque no terminaba una obra al completo, sino que dejaba en la partitura espacios en blanco de los que estaba seguro de que sería capaz de acordarse transcurrido un tiempo, y cuando se aproximaba la fecha de entrega o de estreno de la obra, completaba los huecos vacíos. De esta forma, lograba optimizar el tiempo de trabajo en las distintas composiciones, dándole preferencia a aquellas cuyas fechas de entrega o estreno estuviesen más cercanas.
Así, el método de trabajo que solía seguir Mozart era el de completar la parte de los primeros violines, la de los segundos violines en caso necesario, y el bajo y restantes partes, generalmente de carácter solista, si lo consideraba necesario para ayudar a su memoria.
En el caso de una gran obra vocal, como la Gran Misa (KV 427) o el Réquiem (KV 626), Mozart anotaba el coro, el bajo continuo y las secciones de ritornello de la orquesta, y también normalmente los primeros violines y las entradas complicadas, polifónicas o canónicas, de la cuerda o de las secciones solistas de la madera.
Con una particella de esas características, Mozart podía tener guardada incluso una obra de importancia hasta tres años, como hizo con el Concierto para piano n.º 27 (KV 595), para desempolvarla y «rellenarla» en su momento.